# Cerodontha attenuata
Cerodontha attenuata är en tvåvingeart som beskrevs av Spencer 1986. Cerodontha attenuata ingår i släktet Cerodontha och familjen minerarflugor. Inga underarter finns listade i Catalogue of Life.